# Diego Armando Maradona-stadion
Diego Armando Maradona-stadion (italienska: Stadio Diego Armando Maradona), tidigare känd som San Paolo-stadion, är en multifunktionsarena i Neapel i Italien, som främst är känd som Napolis hemmaarena. Den fick sitt gamla namn efter aposteln Paulus och har cirka 55 000 sittplatser (tidigare 76 824).
Arenan invigdes 1959 och ligger i stadsdelen Fuorigrotta. Inför Fotbolls-EM 1980 renoverades arenan delvis, men den stora moderniseringen skedde inför Fotbolls-VM 1990 då det gjordes en omfattande ombyggnad med bland annat ett omslutande tak. Under VM-slutspelet spelades bland annat semifinalen mellan Italien och Argentina i arenan.
Rolling Stones och U2 är exempel på artister som hållit konserter i arenan.

## Namnbyte
Efter Diego Maradonas död den 25 november 2020 meddelade Neapels borgmästare och ordförande i kommunfullmäkte Laura Bismuto att arenan skulle få ett nytt namn som hedrade Maradona. Den 4 december 2020 bytte arenan officiellt namn till Stadio Diego Armando Maradona.